# Canicultura
Canicultura (português europeu) ou Cinocultura (português brasileiro) é a prática de reproduzir cães seletivamente com a intenção de manter ou produzir determinadas qualidades e características físicas e comportamentais. É a criação criteriosa de cães de linhagens rastreáveis. Aquele que criteriosamente cria cães é um canicultor ou cinocultor.

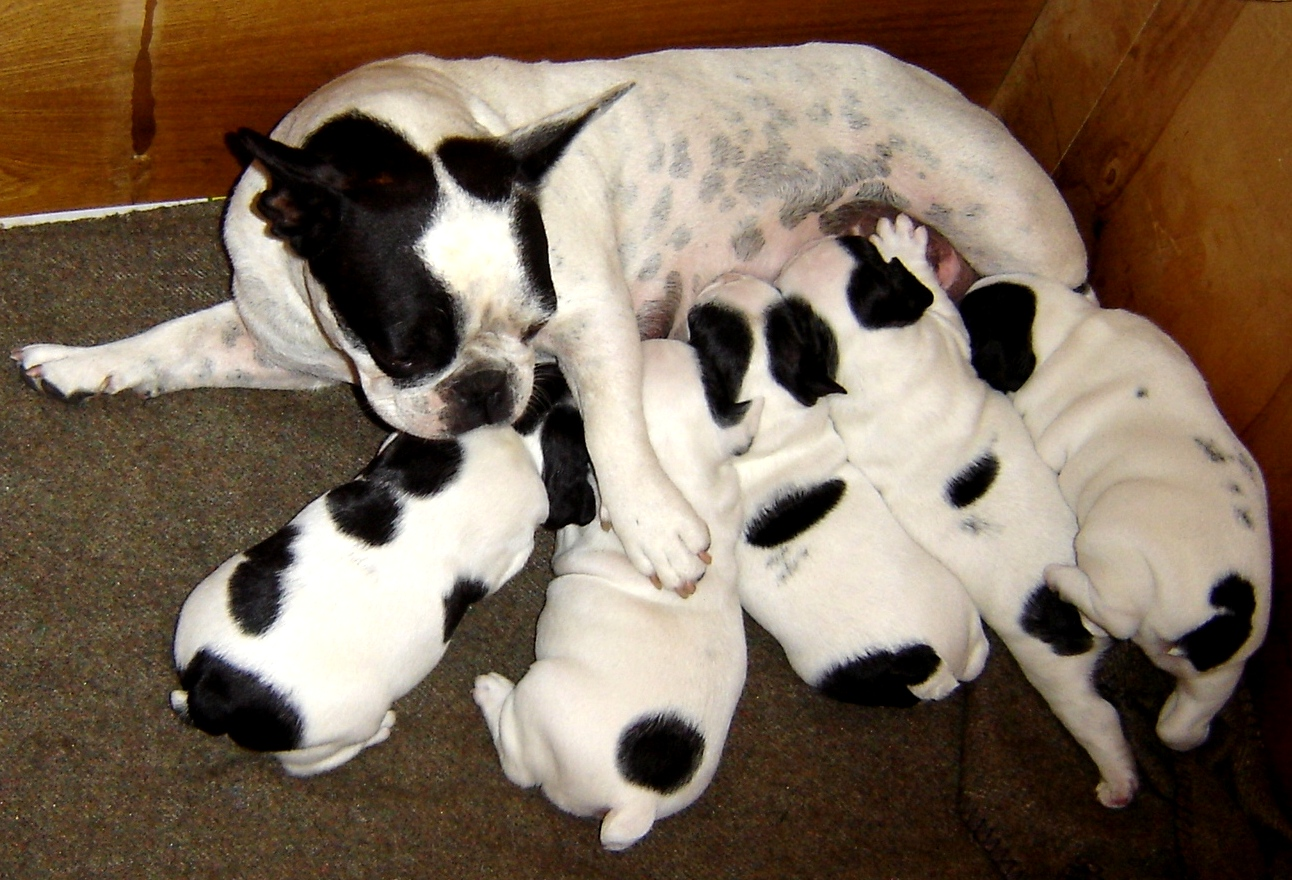
Uma ninhada de filhotes de cachorro e sua progenitora, todos da raça buldogue francês

Quando os cães se reproduzem sem a intervenção humana, as características de seus descendentes são determinadas pela seleção natural produzindo land-races, enquanto que "canicultura" refere-se especificamente a seleção artificial de cães, em que cães são intencionalmente acasalados por seus donos com objetivo sério. A canicultura conta com a ciência da genética, de modo que o criador, com um conhecimento sobre genética canina, saúde, e a função desejada, se esforça para reproduzir cães aptos e dentro do padrão.

## Terminologia

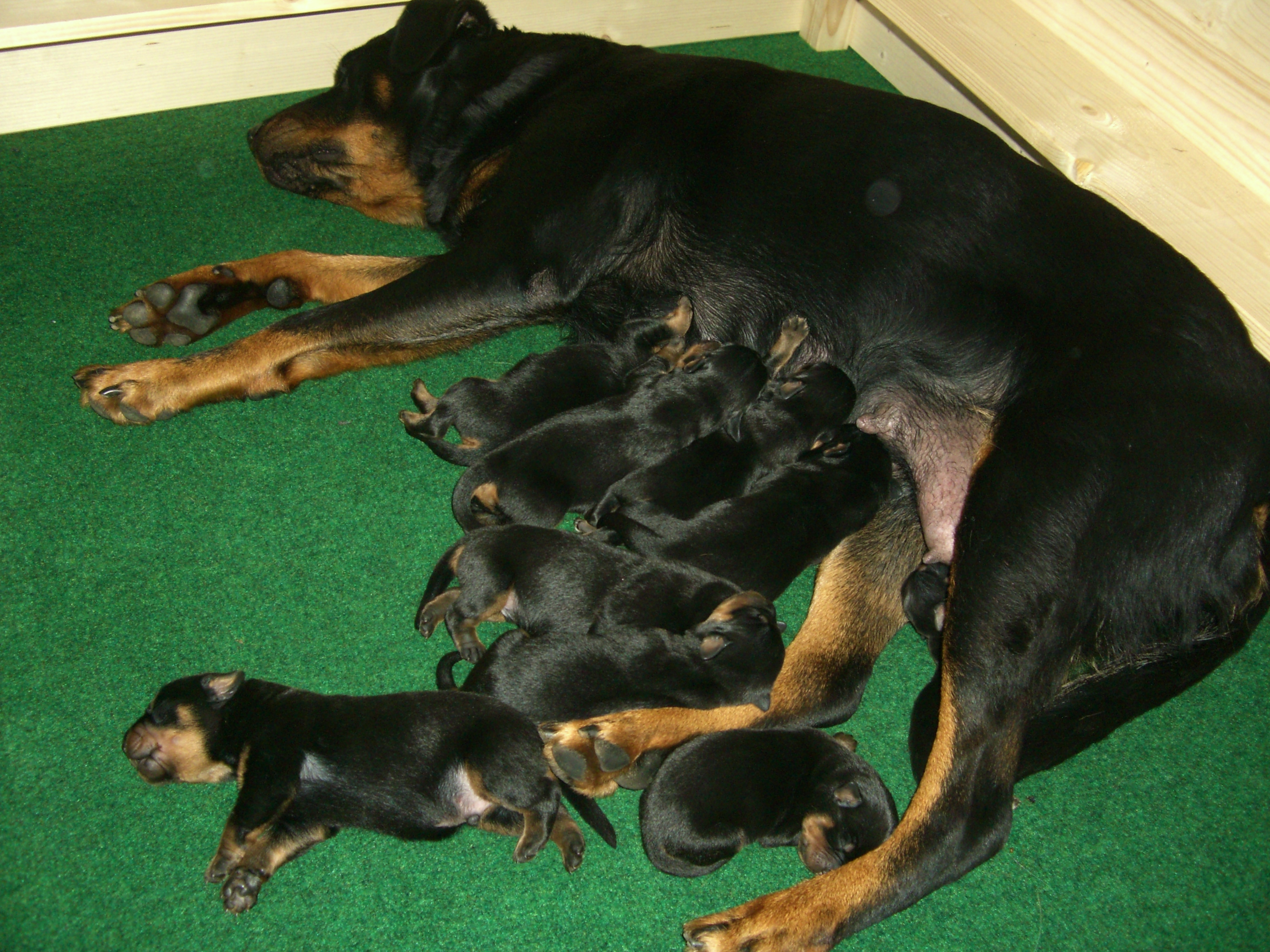
Ninhada de rottweiler e a mãe

- Ninhada de rottweiler e a mãeUma pessoa que intencionalmente criteriosamente acasala cães para produzir filhotes é referido como um criador de cães ou canicultor.

- Line breeding é a prevista reprodução de exemplares de cães com seus familiares. Isso é feito para reforçar características específicas desejadas na prole. Line breeding é diferenciada de inbreeding (cruzamento consanguineo), excluindo acasalamentos entre pais e filhos, e entre irmãos.

- Outcrossing é o planejado acasalamento entre dois cães não-aparentados ou de linhas diferentes, usado para aumentar a diversidade genética de uma raça e diminuir questões genéticas ou anormalidades herdadas do Line breeding ou de inbreeding.

## História

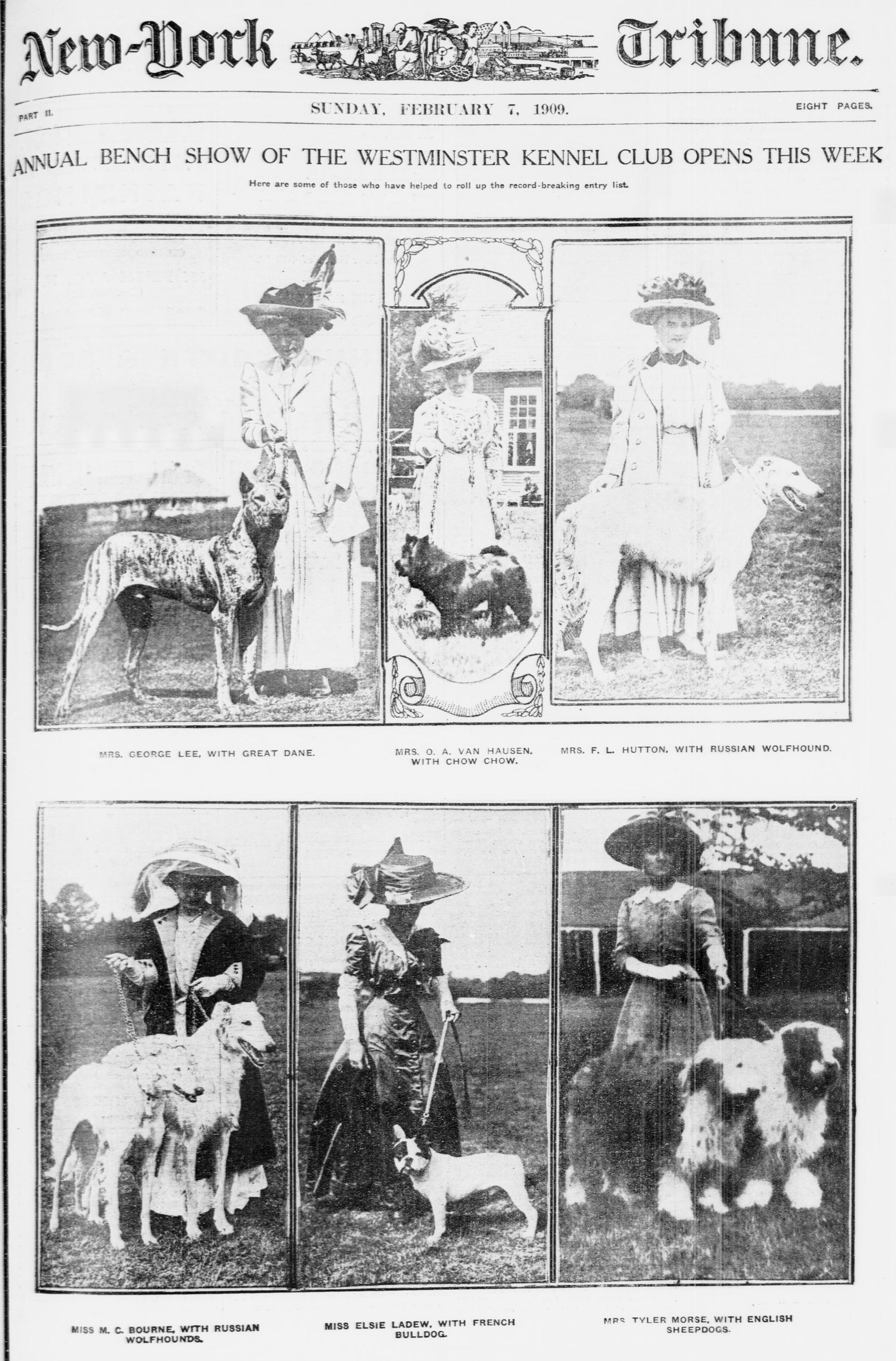
Anúncio promocional do show de conformação do Westminster Kennel Club dos EUA, 1909.

Os seres humanos têm mantido populações de animais úteis em torno de seus lugares de habitação, desde a pré-história. Ao Longo desses milênios, cães domesticado foram desenvolvidos em distintos tipos ou grupos, tais como guardiões de rebanho, cães de caça, e lebréis. Para manter essas distinções, os seres humanos têm intencionalmente acasalado cães com determinadas características para reproduzir essas características nas proles. Através deste processo, centenas de raças de cães têm sido desenvolvidos. A seleção Artificial na criação de cães tem influenciado o comportamento, a forma e o tamanho dos cães.
Acredita-se quando a civilização humana evoluiu no sentido de sociedades agrárias, os cães foram selecionados para menor tamanho e comportamento mais dócil. Essas características, tornaram-se mais melhores para os seres humanos e os cães viverem juntos. Cães também podem ser um exemplo de neotenia, já que os cães tendem a reter características juvenis, como pêlo denso e orelhas caídas na idade adulta. Tem sido observado que essas características podem até mesmo induzir uma fêmea adulta de lobo para agir de forma mais defensiva com filhotes de cães do que de filhotes de lobo. O exemplo de canino de neotenia vai ainda mais longe, em que as várias raças de cães são de forma diferente neoteniazadas de acordo com o tipo de comportamento que foi selecionado. Outros pesquisadores acreditam que uma vez que esta comparação é baseada no lobo cinzento, que não é o ancestral do cão, que essa comparação é inválida. Ainda que a investigação indique que o conceito de neotenia como um meio de distinguir os cães dos lobos é sem fundamento.

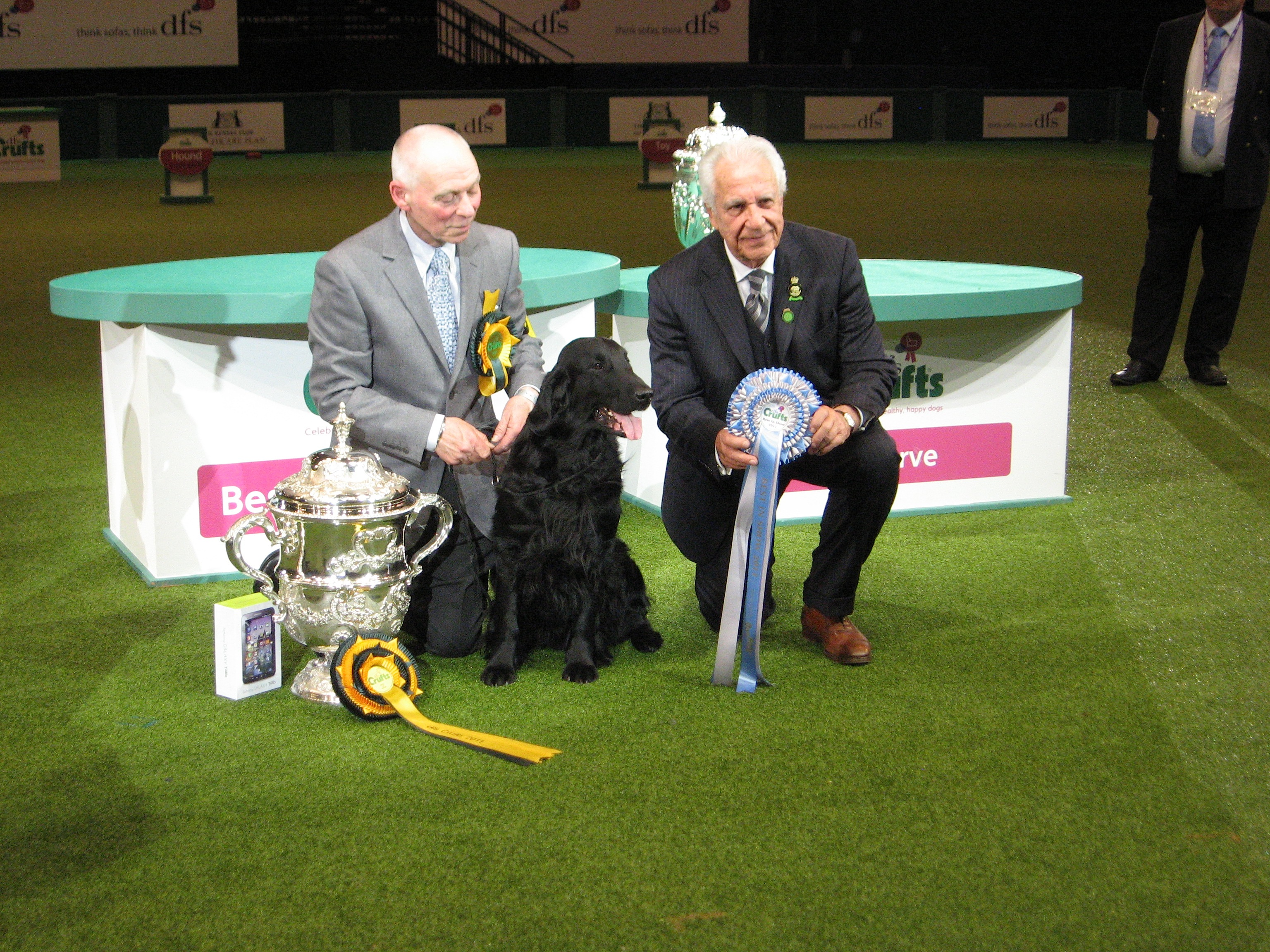
Premiação do Crufts,um tradicional, competitivo e famoso show de conformação anual da Inglaterra

Com o desenvolvimento clubes de cães de raça e kennel clubs durante meados do século 19, a criação de cães tornou-se mais rigorosa e muitas raças foram desenvolvidas durante este período. A canicultura tornou-se mais sistêmica para preservar mutações únicas, tais como o pernas curtas, cara achatada, novas cores e texturas de pelagem. O aumento da popularidade de exposições de cães que julgam a aparência  de um cão mais do que a sua capacidade de trabalho conduz diferentes metas na criação de animais. Os cães criados para exposições ao invés de desempenho tendem a desenvolver mais exageradas e extremas características para atender padrões da raça. Um exemplo dessa mudança nos objetivos de criação é a pronunciada e inclinada garupa do Pastor alemão, em comparação com as costas normais de um pastor alemão de linha de trabalho. 
Criadores de cães de raça pura podem registrar o nascimento de uma ninhada de filhotes de cachorro para cartórios de cães associados a um kennel club para registrar os pais da ninhada no stud book. Tais registros, os pedigrees, mantêm os registros da linhagem dos cães. A manutenção correta de dados é importante para a criação de cães de raça pura. O acesso aos registros permite que um criador analisar os pedigrees e antecipar traços e comportamentos que podem ser passados para os filhotes. Requisitos para a criação cães puro-sangue registrados varia entre raças, países, kennel clubes e cartórios. Criadores têm de cumprir as regras específicas da organização para participar na manutenção e desenvolvimento de sua raça. As regras podem ser aplicadas para controlar a saúde dos cães, como o conjunto de raios-x de displasia coxofemoral, certificações e exames oftalmológicos; aptidões de trabalho, tais como a passagem por um teste especial; a conformação geral, tais como a avaliação morfológica de um cão de raça por especialistas em raças. No entanto, muitos registros, principalmente os da América do Norte, não são agências de policiamento que excluem os cães de má-qualidade ou estado de saúde ruim. Sua principal função é simplesmente registrar os filhotes nascidos de pais que são, eles próprios registrados.